# Vili Resnik

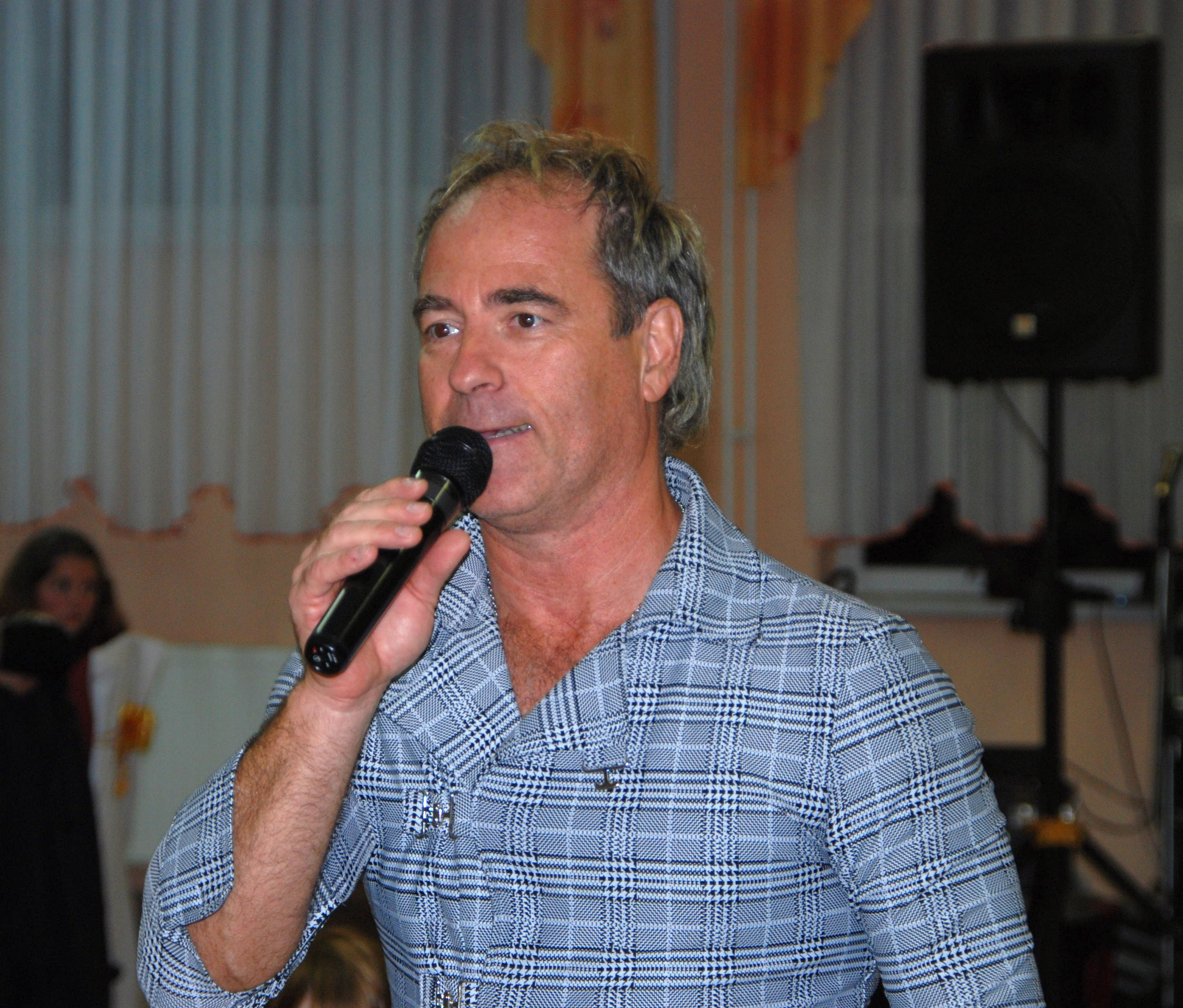
Vili Resnik (2013)

Vili Resnik (* 27. November 1963) ist ein slowenischer Rocksänger und Gitarrist.

## Leben und Wirken
Schon seit seiner Jugend war er in allerlei Bands als Gitarrist und Sänger aktiv. Von 1990 bis 1995 war er Frontmann der slowenischen Rockband Pop Design, mit der er sechs Alben veröffentlichte. 1996 erschien sein Debüt-Soloalbum. Er wurde ausgewählt, sein Land beim Eurovision Song Contest 1998 in Birmingham zu vertreten. Mit seiner Ballade Naj bogovi slišijo erreichte er Platz 18 von 25.
Er blieb der Musik treu und tritt alleine oder mit Musikern in Slowenien und den Nachbarländern auf.

## Diskografie
- Zdaj živim (1996)
- Rad bi bil s teboj (1997)
- Zadnji žigolo (1998)
- Odiseja (2000)
- Reka želja (2004)
- Svet je lep (2014)